# Conus betulinus
El Conus betulinus es una especie de caracol de mar, un molusco gasterópodo marino en la familia Conidae, los caracoles cono y sus aliados.
Estos caracoles son depredadores y venenosos. Son capaces de "picar" a los seres humanos y seres vivos, por lo que debe ser manipulado con cuidado o no hacerlo en absoluto.

## Descripción

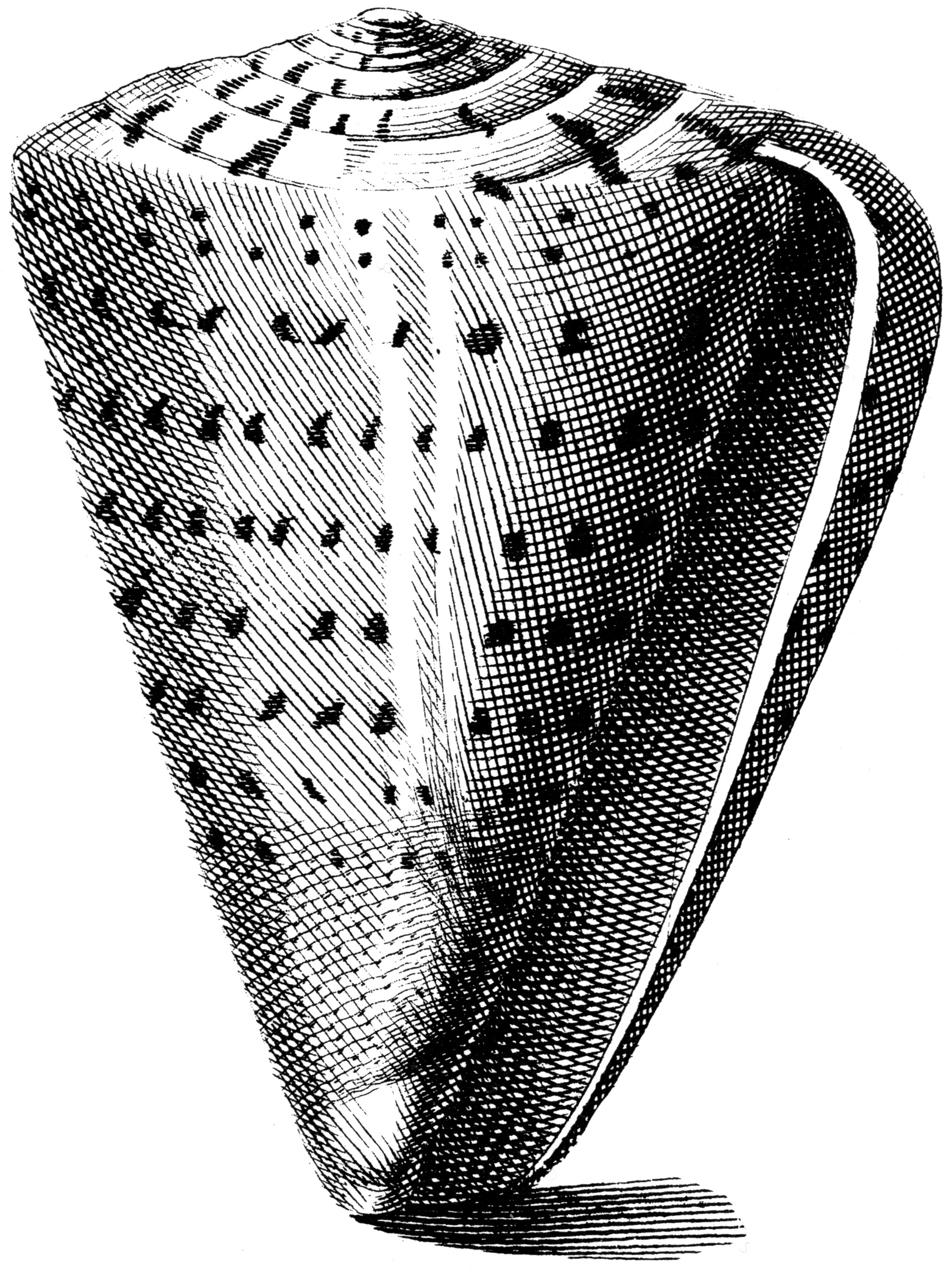
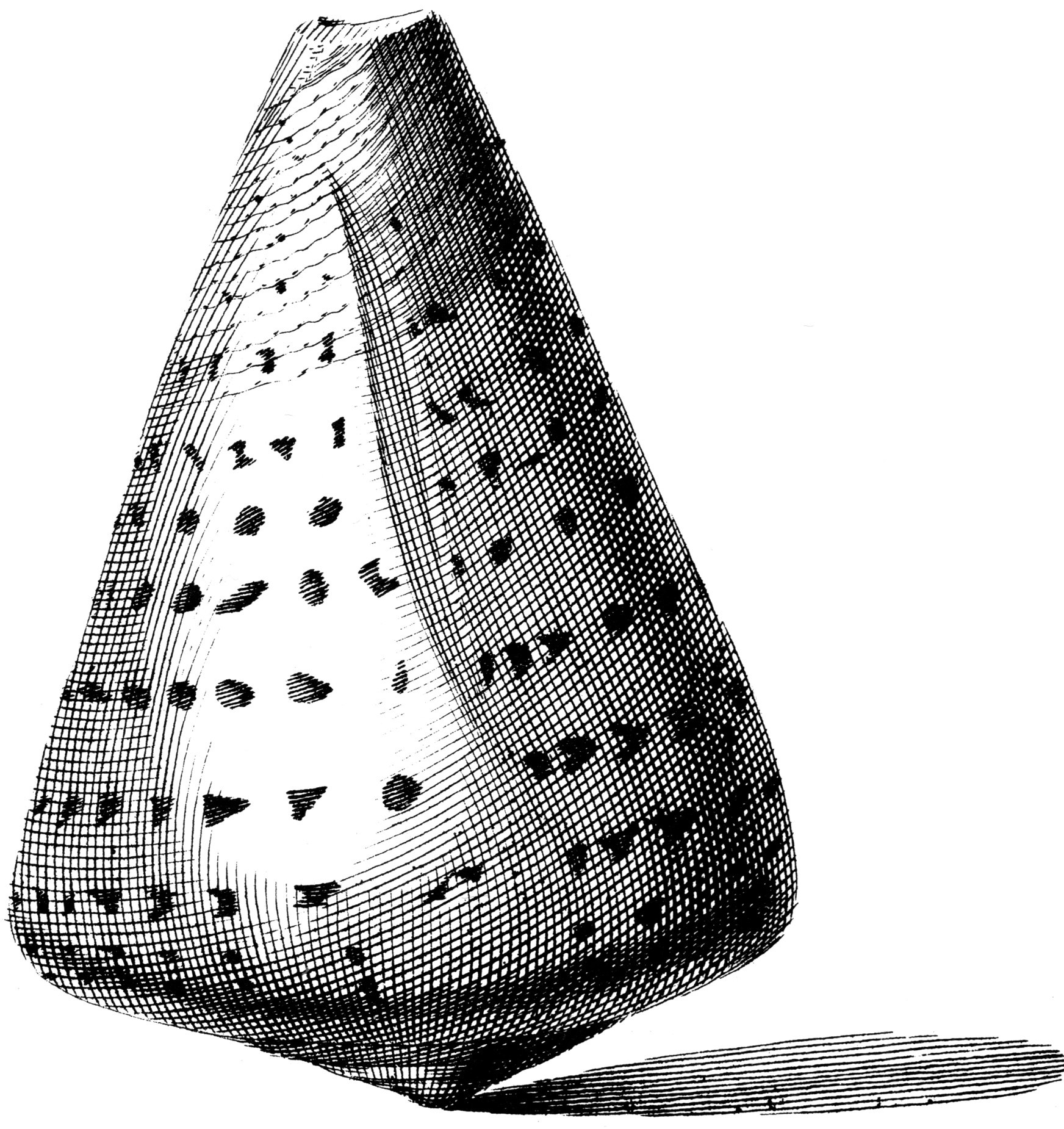
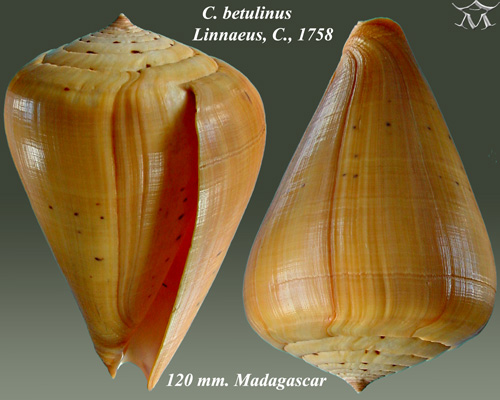
Conus betulinus Linnaeus, C., 1758
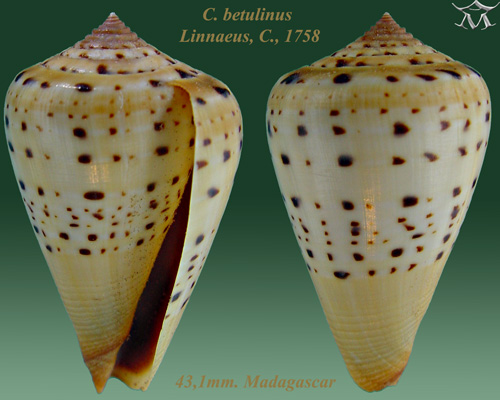
Conus betulinus Linnaeus, C., 1758

## Distribución
- Aldabra[1]
- Archipiélago de Chagos[1]
- Madagascar[1]
- Cuenca de las Islas Mascareñas[1]
- Mauritius[1]
- Mozambique[1]
- Seychelles[1]
- Tanzania[1]